# Guzmán Henrik nieblai gróf
Guzmán Henrik (1371. február 20. – Gibraltár, 1436. október 31.), spanyolul: Enrique de Guzmán, Niebla 2. grófja, Sanlúcar de Barrameda 5. ura, II. Henrik kasztíliai király unokája természetes ágon. Aragóniai Jolánnak, Ifjú Márton szicíliai király természetes lányának az első férje.

## Élete

A Nieblai Grófság elhelyezkedése Andalúziában

Apja Guzmán I. János, Niebla 1. grófja. Anyja Kasztíliai Beatrix nieblai úrnő, II. Henrik kasztíliai királynak Beatriz Ponce de León úrnővel, Pedro Ponce de Leónnak, Marchena urának és Aragóniai Beatrix xéricai bárónőnek a lányával folytatott házasságon kívüli viszonyából származó lánya.
Első felesége Teresa de Orozco, Lorenzo Suárez de Figueroa lánya volt, akitől két gyermeke született. Második házasságát az anyja bátyjának, I. János kasztíliai királynak az unokája, az ő elsőfokú unokatestvérének, III. Henrik kasztíliai királynak a lánya, Kasztíliai Mária aragón királyné hozta tető alá, aki Idős Márton aragón király elárvult unokáit, Jolánt és Frigyest a gondjaiba vette, és Jolán házasságaiban is aktív szerepet vállalt. Ez a házasság gyermektelen maradt, miután Henrik eltaszította magától Jolánt, majd pedig feleségül vette a szeretőjét, Isabel de Mosquera úrnőt.
Henrik Gibraltár ostromakor vízbe fulladva vesztette életét.

## Gyermekei
- 1. feleségétől, Teresa de Orozco úrnőtől, Lorenzo Suárez de Figueroa és María de Orozco lányától, 2 gyermek:
  - János (1410 – 1468. december), Niebla 3. grófja, Medina Sidonia 1. hercege, felesége María de la Cerda, Huelva és la Isla de Saltés úrnője, Luis de la Cerda, Medinaceli 3. grófja lánya, gyermekei nem születtek, 9 természetes gyermek
  - Mária Terézia (–1479), férje Enrique Enríquez (–1489), Alba de Liste 1. grófja, XI. Alfonz kasztíliai király dédunokája, 10 gyermek
- 2. feleségétől, Aragóniai Jolántól (–1428), Ifjú Márton szicíliai királynak Agatuccia Pesce úrnővel folytatott házasságon kívüli viszonyából származó lányától, akit eltaszított, nem születtek gyermekei[2]
- 3. feleségétől, Isabel de Mosquera úrnőtől, Arias de Moscosónak, la villa de Torralba urának a lányától, 2 gyermek:
  - Mária Beatrix, férje Diego Enríquez de Noroña, Alfonso Enríqueznek, Gijón és Noroña grófjának, II. Henrik kasztíliai király természetes fiának a természetes fia, 3 gyermek
  - Alfonz, la villa de Torralba ura, felesége Catalina de Saavedra, Gonzalo de Saavedrának, Kasztília marsalljának, Zahara urának a lánya, utódok